# Warlock (película de 1989)
Warlock, conocida en español como Warlock, el brujo, es una película estadounidense producida y dirigida por Steve Miner y con actuación de Julian Sands, Lori Singer y Richard E. Grant. El guion fue escrito por David Twohy y la música fue compuesta por Jerry Goldsmith La película fue filmada en 1989 pero se estrenó el 11 de enero de 1991.

## Argumento
En el año de 1691 en Boston, Massachusetts, el cazador de brujas Giles Redferne (Richard E. Grant) captura al brujo Warlock (Julian Sands), quien es sentenciado a muerte por sus crímenes y brujería. Justo antes de ser ejecutado, Satanás le rescata con un hechizo que abre un portal temporal y el brujo es enviado a Los Ángeles, California, a finales del siglo XX, pero Redferne no le deja ir tan fácilmente y lo sigue por el portal.
Al llegar al presente, en marzo de 1988, Warlock se estrella en la casa de Chas (Kevin O'Brien) y su inquilina Kassandra (Lori Singer), una camarera diabética, quienes lo acogen al ver que está herido. Mientras Kassandra está fuera, el Brujo ataca a Chas para robar su anillo y lo asesina arrancándole la lengua. Posteriormente visita a una médium (Mary Woronov) y le pide que le ayude a "comunicarse con su padre", aunque ella resulta ser una estafadora que intenta timarlo, Satanás se manifiesta poseyéndola y le explica cuál es la misión que tiene para él. El brujo tiene la tarea de encontrar y ensamblar los tres fragmentos del Gran Grimorio, un antiguo libro satánico que ha sido ocultado por sus enemigos; a cambio, el demonio lo convertirá en su segundo al mando; tras esto Warlock arranca los ojos de la mujer y los utiliza para rastrear la primera parte.
Redferne llega al hogar de Kassandra y, tras amenazarla, recoge sangre del brujo del lugar donde cayó y la coloca en un pequeño artefacto, explicando que apuntará al lugar donde se encuentre Warlock, pero la joven no le cree y lo hace apresar. Esa noche la brújula se activa cuando Warlock regresa para llevarse unas páginas ocultas en el compartimento secreto de una antigua mesa. Después le roba una pulsera a la muchacha y la maldice para que cada día envejezca veinte años. Al despertar, Kassandra descubre que es una mujer mayor, por lo cual recurre a Redferne quien le explica que debe recuperarla pulsera o morirá en menos de una semana, por lo que ambos unen fuerzas para perseguir al brujo a lo largo de Estados Unidos.
Mientras viajan por carretera guiados por la brújula, Redferne le explica que tiempo atrás Warlock asesinó a su esposa y desde entonces dedicó su vida a cazarlo hasta que logró atraparlo, pero antes de ser ejecutado fue salvado por el diablo. Según le explica a la joven, los brujos no pueden tocar objetos o suelo consagrado sin recibir heridas, lo mismo sucede con la sal y con el símbolo del pentagrama.
Warlock, mientras tanto, llega a un pequeño pueblo donde un niño, al saber que es un brujo, lo desafía a mostrarle que puede volar. Esa tarde cuando Redferne y Kassandra llegan al lugar encuentran a los lugareños alterados porque el niño fue encontrado muerto, asumiendo que fue un ataque de coyotes ya que le habían quitado la grasa a su cuerpo. Cuando Redferne descubre que el niño no estaba bautizado, explica a Kassandra que si un brujo come grasa de un niño sin bautizar obtiene la habilidad de volar, lo que ahora le permitirá viajar más rápido.
Al día siguiente, un granjero menonita (Richard Kuss) descubre que la leche fresca de su granja está agria, su caballo ha sudado hasta empaparse, la levadura no fermenta y el fuego se vuelve azul. Tras notar algo raro en su granero pinta un pentagrama en las salidas. Mientras su hijo lo cree loco, el anciano le recuerda que sus costumbres les han enseñado que son señales de la presencia de brujos. Cuando Redferne pasa por el lugar y ve el pentagrama, comprende que han logrado encerrar a Warlock. 
Cuando el cazador entra en el granero y encuentra una página del grimorio, lo reconoce porque él mismo fue quien ordenó que fuera dividido, sellado y las partes guardadas en una iglesia en Boston. Así comprende la misión de su enemigo y que ha obtenido el segundo trozo; pronto ambos acaban luchando revelando el brujo que cuantas más partes del libro posea, más fuertes son sus poderes. Warlock maldice al granjero y Redferne debe atenderlo para salvar su vida lo que permite al brujo huir herido perseguido solo por Kassandra, quien no consigue atraparlo pero logra recuperar su pulsera y romper la maldición.
Redferne explica a Kassandra que en el Gran Grimorio se revela el nombre que usó Dios durante la creación del mundo y, que de ser pronunciado al revés, tiene la capacidad de destruir la creación. Por ello hace mucho el libro fue separado en tres partes y escondido en terreno consagrado. Sin embargo, actualmente los trozos han sido movidos o los lugares perdieron su atributo bendito, haciendo más sencillo el obtenerlos.
Ambos deciden viajar en avión a Boston, sin saber que Warlock se ha escondido en la sección de carga de la nave. Una vez en la ciudad convencen al sacerdote a cargo de la iglesia que revise los registros y se enteran de que una parte se escondió dentro del altar de una iglesia (la mesa de Chas), la segunda en un cofre donado a una iglesia menonita que en el presente era el granero del campesino y la tercera está en un cementerio, dentro de la tumba de Redferne. Una vez allí Kassandra se da cuenta de que esa sección del cementerio esta destinada a ser demolida para dar paso a una construcción y ya no es tierra consagrada, por lo que deben exhumar el cuerpo para obtener el Grimorio y trasladar las hojas al extremo consagrado del camposanto antes que llegue el Brujo.
Warlock llega a la iglesia y obliga al sacerdote a revelar la ubicación del libro amenazando con provocar un aborto a su esposa embarazada. Redferne lleva rápidamente el libro al suelo sagrado, pero el brujo captura a Kassandra y amenaza con matarla si no le da las hojas. Redferne desafía al brujo a una lucha justa sin armas ni magia. Sin embargo, el Brujo usa sus habilidades mágicas para someter a Redferne y reclamar la posesión del tercio final del Grimorio y cuando Kassandra intenta detenerlo la arroja a un lago de agua salada que hay junto al cementerio. 
Una vez que lo ensambla y aprende el verdadero nombre de Dios se prepara para recitarlo y destruir el universo. Pero antes que pueda hacerlo, Kassandra le clava en el cuello algunas de sus jeringas que ha llenado con agua salada del lago. La garganta del brujo se cierra y estalla en llamas.
Redferne y Kassandra se despiden el uno al otro antes que por obra divina se abra un nuevo portal que lo lleve a su propio tiempo, aunque ambos son conscientes que se han enamorado, él no desea aceptarlo ya que de hacerlo no tendrá la fuerza de voluntad para regresar a su época, tras esto desaparece pero la inscripción de su lápida cambia a un mensaje de despedida para la joven.
La película acaba con Kassandra tomando el Grimorio y enterrándolo en medio del Salar de Bonneville.

## Reparto
- Julian Sands - Warlock
- Lori Singer - Kassandra
- Richard E. Grant - Giles Redferne
- Mary Woronov - Médium
- Kevin O'Brien - Chas
- Richard Kuss - Menonita

## Lanzamiento
Aunque el estreno de la película estaba planeado para 1988, la quiebra de la empresa New World Pictures hizo que la película fuera adquirida por Trimark Pictures quienes dieron lanzamiento a Warlock en 1991 recaudando 9 millones de dólares.

## Secuelas y adaptaciones
En 1993 salió la película Warlock: El Armageddon protagonizada una vez más por Julian Sands y en 1999 salió la película Warlock III: el fin de la inocencia, protagonizada por Bruce Payne. Existió un videojuego para la Super NES y la Sega Genesis/Mega Drive en 1995 y en el 2009 la Bluewater Productions lanzó una serie de tiras cómicas de Warlock.

## Premios y nominaciones
| Año  | Premio                   | Categoría                                          | Candidato          | Resultado |
| ---- | ------------------------ | -------------------------------------------------- | ------------------ | --------- |
| 1991 | BIFFF                    | Premio Pegaso                                      | Steve Miner        | Ganador   |
| 1991 | Fangoria Chainsaw Awards | Mejor actor                                        | Julian Sands       | Nominado  |
| 1991 | Fangoria Chainsaw Awards | Mejor película independiente o de bajo presupuesto | Warlock            | Nominado  |
| 1991 | Fangoria Chainsaw Awards | Mejor guion                                        | David Twohy        | Nominado  |
| 1991 | Fangoria Chainsaw Awards | Mejor banda sonora                                 | Jerry Goldsmith    | Nominado  |
| 1992 | Premios Saturn           | Mejor película de fantasía                         | Warlock            | Nominado  |
| 1992 | Premios Saturn           | Mejor música                                       | Jerry Goldsmith    | Nominado  |
| 1992 | Premios Saturn           | Mejores efectos especiales                         | Dream Quest Images | Nominado  |